# Ruta cicloturista del Danubio

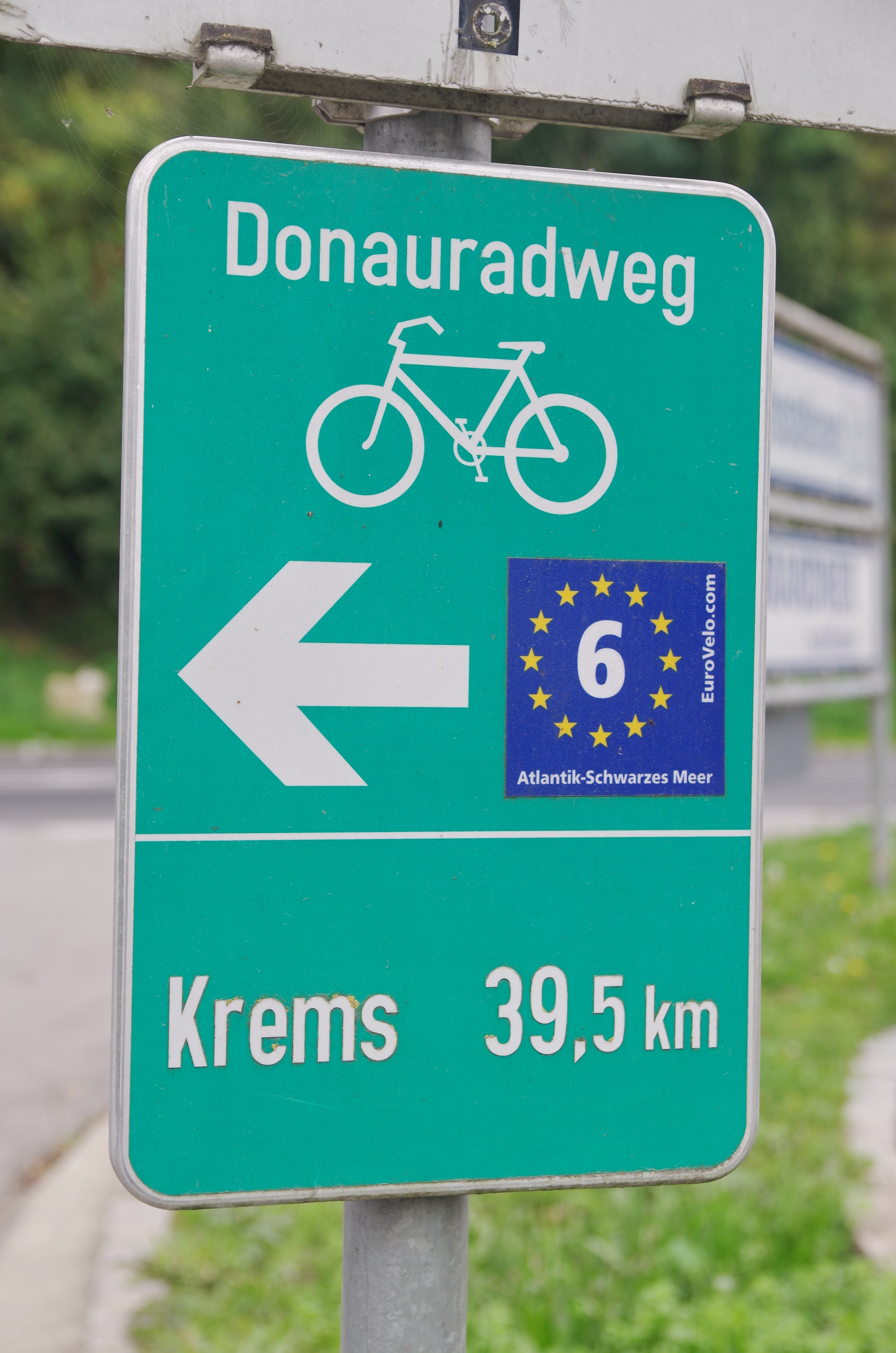
Ejemplo de señalización de la ruta del Danubio en Austria.

La ruta cicloturista del Danubio es un itinerario preparado para recorrer en bicicleta que, siempre siguiendo el cauce del río Danubio, atraviesa ocho países europeos: Alemania, Austria, Eslovaquia, Hungría, Croacia, Serbia, Bulgaria y Rumanía. Su longitud total es de 2857 kilómetros y es una de las rutas cicloturistas más famosas del mundo. El carril bici sigue una antigua calzada romana a lo largo del Danubio que unía las estaciones, los castillos y fortificaciones. Esta se conocía como el Donauweg ("camino del Danubio"), "istro" o Vía Istrum.
La mayor parte de la ruta se corresponde con la ruta número 6 del EuroVelo, la red europea que en 2020 pretende conectar en bicicleta 43 países de Europa. Su recorrido va siguiendo el curso del Danubio desde su nacimiento, en plena Selva Negra, hasta su desembocadura en las aguas del Mar Negro. Parte de la localidad alemana de Donaueschingen y culmina en la ciudad de Constanza (Rumania).

## Tramo de Alemania

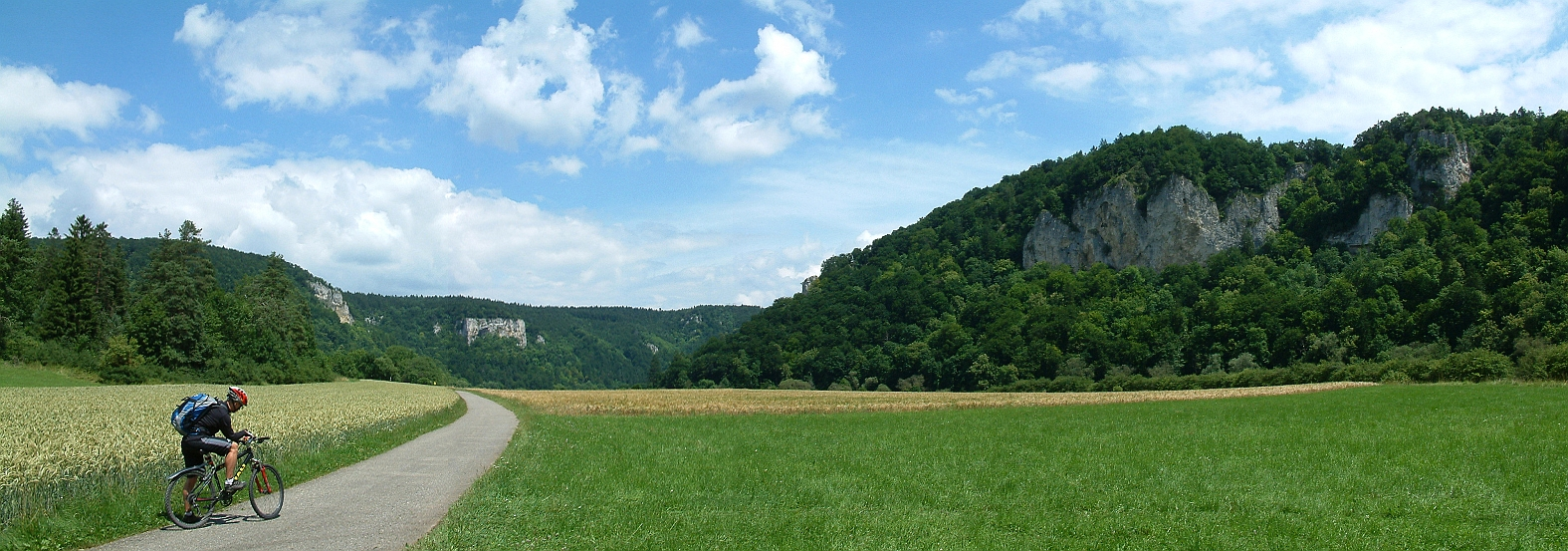
Aspecto del carril bici y paisaje de la ruta del Danubio en el tramo alemán.

Comienza en Donaueschingen, ciudad que debe su fama a que allí se encuentra la fuente que da origen al río Danubio. Este tramo acaba en Passau. Tiene una longitud de 595 kilómetros. Además, de él parten rutas y excursiones alternativas que suman 210 kilómetros. Las principales localidades que se pueden visitar en este tramo son Ulm, Donauwörth, Ingolstadt, Kelheim, Ratisbona y Straubing.

## Tramo de Austria
Cuenta con 326 kilómetros de longitud. Se inicia en Passau, el último pueblo de Alemania, y culmina en la capital del país: Viena. Es la sección más famosa debido al desarrollo de sus servicios e infraestructura. El recorrido está pavimentado, señalizado y presenta una pendiente reducida. Además, en la mayoría del tramo, ambas orillas disponen de carril y es posible elegir y cambiar de orilla a través de puentes y pequeñas embarcaciones que cruzan a las y los cicloturistas.
Las principales localidades que se pueden visitar en la ruta son Linz, Melk, Krems y Tulln. 
Otros puntos de interés de la ruta: 
- El meandro de Schlögen, que es posible contemplar desde la altura siguiendo una excursión alternativa.
- El memorial del campo de concentración de Mauthausen.[6][7]

## Tramo de Eslovaquia y Hungría
Las principales localidades por las que pasa este tramo de la ruta son Bratislava (capital de Eslovaquia), Győr, Esztergom, Budapest (capital de Hungría) y Duna-Dráva National Park. En total son unos 525 kilómetros.